# Glaucocharis rothschildi
Glaucocharis rothschildi là một loài bướm đêm trong họ Crambidae.